# Usaly Péter
Usaly Péter (Wsaly vagy Uzsaly; ?-1579 előtt) várkapitány, udvarmester.

## Élete
1548-ban Liptóújvár várkapitánya volt. 1547-től prefektus, hajtman és Pekry helyettese Likavkán, illetve 1551-ben Likavka (Likava) várának prefektusa. 1553-ban a tapolcsányi járás tizedeit bérelte, majd 1557-ben a semptei és galgóci tizedeket. 1556-1571 között Oláh Miklós, s röviddel 1573 után Verancsics Antal esztergomi érsekek szolgálatában állt mint érsekújvári provizor, a bevételek adminisztrátora. 1569-ben ő íratta össze a nagysurányi uradalom urbáriumát. 1571-1573 között az érsek nagyszombati udvarmestere, ahol házat is birtokolt. 1572-től és 1574-től haláláig a pozsonyi magyar kamarának is szolgálhatott mint tanácsos.
A királyi udvarnak kölcsönzött hadi célokra nagyobb összegeket. 1572-ben a korona Koháry Imrével szembeni adósságát intézte. Koháry Imre 1573-as végrendelete alapján Usaly Lászlóval együtt át kellett vennie Koháry gyermekeinek, elsősorban Péternek neveltetését, illetve intéznie a korona Koháryval szembeni adósságait. A nála lévő ládában 100 forint volt Koháry testvéreinek. Koháry Imre egy lovát hagyta rá, míg ő egy handzsárt ajándékozott Koháry Péternek, illetve boncsokokat kölcsönzött Imrének.
Végrendeletében Potyondy Jánosra is hagyott pénzösszeget. Usaly Pétert és Lászlót 1578-ban vagy 1579-ben a vágszerdahelyi kúriába is beiktathatták.
Felesége Aranyan Katalin volt.